# Immateriel kulturarv
Immateriel kulturarv eller Levende Kultur, er en fællesbetegnelse for åndelige kulturytringer, som folkedigtning, sprog, udøvende scenekunst, sociale skikke, ritualer, samt kundskaber og færdigheder knyttet til traditionelt håndværk. Immateriel kultur er desuden brugt om ideer og menneskelige erfaringer i form af nedarvede tanker og handlingsmønstre.
I UNESCO, der er FN’s organ for videnskab, uddannelse, kultur og kommunikation betragter medlemsstaterne den immaterielle kulturarv i relation til de materielle Verdensarvssteder med fokus på de immaterielle aspekter af kulturen. I 2001 lavede UNESCO en undersøgelse blandt stater og NGOer for at nå til enighed om en definition, og UNESCO udarbejdede i 2003 en Konvention til sikring af immateriel kulturarv. Konventionen blev godkendt af Danmark i 2009, og den trådte i kraft i Danmark i 2010.
Det Kongelige Bibliotek samler og formidler den immaterielle kulturarv i Danmark på webstedet Levende Kultur. 

## Definition
The Convention for the Safeguarding of the Intangible Cultural Heritage definerer den immaterielle kulturarv som både praksis, repræsentationer, udtryk , og viden og færdigheder (inklusive instrumenter, ting, artefakter, kulturelle steder), that communities, groups and, in some cases, individuals recognise as part of their cultural heritage. It is sometimes called living cultural heritage, and is manifested inter alia in the following domains som samfund, grupper og i nogle tilfælde individer anerkender som en del af deres kulturarv. Det kaldes undertiden levende kulturarv og manifesteres blandt andet inden for følgende domæner:
- Mundtlige traditioner og udtryk, inklusiv sprog som et redskab for den immaterielle kulturarv
- Optræden;
- Social praksis, ritualer og begivenheder omkring fester;
- Viden og praksis vedrørende naturen og universet;
- Traditionelle håndværk